# Alain Poher
Alain Poher (ur. 17 kwietnia 1909 w Ablon-sur-Seine, zm. 9 grudnia 1996 w Paryżu) – francuski polityk, wieloletni senator, od 1968 do 1992 przewodniczący francuskiego Senatu, w latach 1966–1969 przewodniczący Parlamentu Europejskiego. Dwukrotnie z urzędu pełnił obowiązki prezydenta Francji: po rezygnacji Charles'a de Gaulle'a w 1969 i po śmierci Georges'a Pompidou w 1974.

## Życiorys
Kształcił się w paryskich szkołach Lycée Louis-le-Grand oraz Lycée Saint-Louis, po czym studiował prawo w Paryżu. Został absolwentem École nationale supérieure des mines de Paris oraz École libre des sciences politiques. Podjął pracę w administracji publicznej jako urzędnik ministerstwa finansów. W czasie II wojny światowej uczestniczył w ruchu oporu w ramach Libération-Nord. W 1944 objął wyższe stanowisko urzędnicze w resorcie finansów. W 1945 został merem swojej rodzinnej miejscowości, funkcję tę pełnił nieprzerwanie do 1983.
Zaangażował się w działalność polityczną w ramach Ludowego Ruchu Republikańskiego, którym kierował wówczas Maurice Schumann. W latach 1946–1948 po raz pierwszy zasiadał w Conseil de la République, wyższej izbie francuskiego parlamentu, którą po wprowadzeniu V Republiki w 1958 przemianowano na Senat. Powrócił do tej izby w 1952, uzyskiwał reelekcję na kolejne kadencje, zasiadając w niej do 1995, gdy zrezygnował z kandydowania.
Od września do listopada 1948 pełnił funkcję sekretarza stanu do spraw budżetu w rządach, którymi kierowali Robert Schuman i Henri Queuille. Od listopada 1957 do maja 1958 był sekretarzem stanu do spraw marynarki wojennej w gabinecie, któremu przewodniczył Félix Gaillard. W okresie 1966–1969 zajmował stanowisko przewodniczącego Parlamentu Europejskiego. Od 1977 do 1983 był przewodniczącym Association des maires de France, organizacji zrzeszającej francuskich merów.
W październiku 1968 został przewodniczącym Senatu. Wyższą izbą francuskiego parlamentu kierował nieprzerwanie do października 1992. W tym okresie z racji pełnionej funkcji dwukrotnie wykonywał tymczasowo obowiązki prezydenta z uwagi na opróżnienie urzędu prezydenta. Miało to miejsce w okresach od kwietnia do czerwca 1969 (gdy Charles de Gaulle złożył rezygnację) oraz od kwietnia do maja 1974 (po śmierci Georges'a Pompidou). W 1969 Alain Poher sam również startował w wyborach prezydenckich. W pierwszej turze głosowania zajął 2. miejsce z wynikiem 23,3% głosów, w drugiej dostał 41,8% głosów, pokonał go wówczas Georges Pompidou.
Odznaczony m.in. Legią Honorową V klasy, Orderem Zasługi Republiki Włoskiej II klasy i Krzyżem Wielkim Orderu Zasługi Rzeczypospolitej Polskiej.

## Życie prywatne
W 1938 ożenił się z Henriette Tugler, miał córkę Marie-Agnès.